# د ماماز
د ماماز (به انگلیسی: The Mamas) گروه موسیقی سوئدی است.
آن‌ها نماینده سوئد در یوروویژن ۲۰۲۰ بودند ولی این مسابقات به دلیل دنیاگیری کووید-۱۹ برگزار نشد.